# Плеймейкер сезона английской Премьер-лиги
Плеймейкер сезона английской Премьер-лиги (англ. Premier League Playmaker of the Season) — ежегодная футбольная награда, присуждаемая игроку сделавшему больше всех голевых передач (последний пас сделанный перед забитым голом) по итогам прошедшего сезона Премьер-лиги. С момента своего учреждения в сезоне 2017/18 данная награда в рамках спонсорского соглашения официально называется «Плеймекер сезона Cadbury» (англ. Cadbury Playmaker of the Season).

## Список победителей
| Игрок (N) | Имя игрока и количество его наград (если их больше одной)                                       |
|           | Означает, что в сезоне было несколько обладателей награды                                       |
|           | Означает, что клуб, за который выступал обладатель награды, стал чемпионом Англии в этом сезоне |

| Сезон   | Игрок           | Страна  | Клуб              | Голевые передачи | Прим. |
| ------- | --------------- | ------- | ----------------- | ---------------- | ----- |
| 2016/17 | Кевин Де Брёйне | Бельгия | Манчестер Сити    | 18               |       |
| 2017/18 | Кевин Де Брёйне | Бельгия | Манчестер Сити    | 16               | [ 2 ] |
| 2018/19 | Эден Азар       | Бельгия | Челси             | 15               | [ 3 ] |
| 2019/20 | Кевин Де Брёйне | Бельгия | Манчестер Сити    | 20               |       |
| 2020/21 | Гарри Кейн      | Англия  | Тоттенхэм Хотспур | 14               |       |

## Победы по странам
| Страна  | Победы |
| ------- | ------ |
| Бельгия | 4      |

## Победы по клубам
| Клуб           | Победы |
| -------------- | ------ |
| Манчестер Сити | 3      |
| Челси          | 1      |